# José Luis Jiménez (calciatore cileno)
José Luis Jiménez Marín (Curanilahue, 8 agosto 1983) è un calciatore cileno, attaccante del Santiago Morning.